# Kommission für Streitigkeiten am Sozialschutz- und Arbeitsministerium Litauens
Die Kommission für Streitigkeiten am Sozialschutz- und Arbeitsministerium Litauens (lit. Ginčų komisija prie Socialinės apsaugos ir darbo ministerijos) ist eine Behörde in Litauen. Sie untersteht dem Sozial- und Arbeitsministerium der Republik Litauen und ist für Streitigkeiten der Behinderungsanerkennung zuständig. Die Kommission besteht aus sieben Mitgliedern.  Sie ist die Vorverfahren-Organisation, die sich mit Streitigkeiten zwischen Einzelpersonen, Pensionsinstitutionen oder Behörden der Behinderung beschäftigt. Die Kommission ist keine Justizbehörde. Eine Beschwerde gegen die Kommission kann höchstens 20 Tage nach Erhalt der Entscheidung schriftlich durch Antrag beim Bezirksverwaltungsgericht Vilnius eingereicht werden.
Leiter der Kommission seit November 2010 ist Vizeminister Klaudijus Stanionis (* 1951). Von 2005 bis 2010 war Vorsitzende der Kommission Eduardas Šablinskas (*  1957).
Adresse: Gedimino pr. 60, Vilnius.

## Geschichte
Der Vorgänger der Kommission war die Staatliche  Kommission für medizinische und soziale Expertise am Ministerium für soziale Sicherheit und Arbeit (lit. Valstybinė medicininės socialinės ekspertizės komisija prie Socialinės apsaugos ir darbo ministerijos), die im Februar 1992 gegründet wurde. Die Satzung der neuen Kommission wurde am 4. Januar 2008 bestätigt.